# Christian Pyagbara
Christian Dumte Pyagbara (13 marzo 1996) è un calciatore nigeriano, attaccante del Mosul.

## Caratteristiche tecniche
Può giocare nei ruoli prima punta ed attaccante esterno.

## Carriera

### Club
Ha esordito nella prima divisione nigeriana nel 2013, chiudendo la sua prima stagione negli Sharks con 5 gol segnati in 17 presenze. Nel 2016 ha giocato 6 partite in CAF Champions League con l'Enyimba; in seguito ha giocato nella prima divisione nigeriana anche con le maglie di Akwa Utd ed Enugu Rangers, club con cui peraltro nel 2018 ha anche vinto una Coppa di Nigeria. Dopo una breve parentesi nella prima divisione tunisina al Gabès (con cui non gioca nessuna partita ufficiale), trascorre la stagione 2018-2019 nella seconda divisione saudita al Damac. Si trasferisce quindi in Europa, venendo tesserato dai lettoni del Ventspils, con la cui maglia nel 2020 mette a segno 2 reti in 19 presenze nella prima divisione lettone ed una partita nei turni preliminari di Europa League; rimane in squadra anche l'anno seguente, nel quale gioca però 2 sole partite di campionato. Nel settembre del 2023, dopo circa un anno e mezzo da svincolato, si accasa agli Shooting Stars, club della prima divisione nigeriana, con cui mette a segno 10 reti in 25 partite di campionato. Successivamente si trasferisce nella prima divisione irachena all'Al-Kahraba.

### Nazionale
Nel 2013 ha esordito con la nazionale Under-20, con la cui maglia nel luglio 2013 ha giocato 4 partite senza mai segnare nei Mondiali di categoria giocati in Turchia.
Il 1º febbraio 2014 ha esordito con la nazionale maggiore in una partita vinta per 1-0 contro lo Zimbabwe.

## Palmarès

### Club

#### Competizioni nazionali
- Coppa di Nigeria: 1

Enugu Rangers: 2018